# 贵阳广播电视台
贵阳广播电视台是贵州省省会贵阳市的广播电视播出机构。

## 频道列表
贵阳广播电视台目前有3套电视台频道和3条广播频率。

### 电视服务
贵阳电视台于1985年10月建台并开播，开播初期只有一套电视节目。1986年，贵阳电视台播出了中国大陆第一部公益广告——"节约用水"。1995年12月，贵阳电视台实现了电视节目的自动播出。1997年11月1日，贵阳电视台第二套电视节目开播 。2000年，原贵阳电视台和贵阳有线电视台合并，成立了新的贵阳电视台。2016年6月12目，贵阳广播电视台高清电视平台落成，同年，贵阳广播电视台新闻综合频道实现高标清同播。
| 頻道名稱     | 语言   | 广播格式                         | 啟播時間   | 频道前身 | 備註 |
| 新闻综合频道 | 普通話 | SD: PAL 576i 16:9 HD：1080i 16:9 | 1985年10月 |          |      |
| 经济生活频道 | 普通話 | SD: PAL 576i 16:9 HD：1080i 16:9 | 1997年11月 |          |      |
| 都市频道     | 普通話 | SD: PAL 576i 16:9 HD：1080i 16:9 |            |          |      |

### 广播服务
| 頻道名稱     | 语言   | 频道频率       | 啟播時間 | 频道口号 | 频道前身 | 備註 |
| 综合广播     | 普通話 | FM 88.9 AM 999 |          |          |          |      |
| 交通广播     | 普通話 | FM 102.7       |          |          |          |      |
| 旅游生活广播 | 普通話 | FM 90.9        |          |          |          |      |

## 电视节目
- 贵阳新闻联播：时政类新闻节目
- 直播贵阳：民生类新闻节目，2004年8月31日开播[6]，节目口号是“‘直播贵阳’就在身边”[9]